# Parasheimia
Parasheimia – wymarły rodzaj owadów z rzędu Protorthoptera i rodziny Sheimiidae. W zapisie kopalnym znany z permu, z terenu Rosji.
Były to owady o ciele długości 5–7 mm. Ich duża głowa zaopatrzona była w długie czułki. Kształt przedplecza był trapezowaty. Śródplecze było duże, tak szerokie jak długie lub szersze, a zaplecze małe i poprzeczne. Przednie skrzydło miało od 4,5 do 7 mm długości, prosty przedni brzeg i pole kostalne nieco szersze od subkostalnego. Tylne skrzydło miało od 3,5 do 6 mm długości i podobną budowę jak przednie. Odwłok cechowały krótkie przysadki odwłokowe i pokładełko.
Rodzaj i dwa gatunki opisane zostały w 2004 roku przez Aristowa. Kolejny gatunek opisali w 2008 Aristow i Rasnicyn, którzy umieścili ten rodzaj w podrodzinie Sheimiinae, w obrębie rodziny Permembiidae, zaliczanej do Miomoptera. Dimitrij Szczerbakow w 2015 roku wyniósł Sheimiinae do rangi osobnej rodziny i umieścił ją w rzędzie Protorthoptera.
Do rodzaju tego zalicza się trzy gatunki:
- Parasheimia kazanica Aristov et Rasnitsyn, 2008 – jego skamieniałość odnaleziono w piętrze kazanu, na terenie rosyjskiego obwodu archangielskiego. Od pozostałych gatunków wyróżniał się m.in. zaokrąglonym przednim brzegiem przedplecza[2].
- Parasheimia rotundata Aristov, 2004 – jego skamieniałość odnaleziono w piętrze kunguru, w Czekardzie na terenie Kraju Permskiego w Rosji. Miał niezaokrąglony przedni brzeg przedplecza, a użyłkowanie jego przednich skrzydeł cechowały: wierzchołek żyłki radialnej biegnący równolegle do wierzchołka skrzydła oraz dwugałęziste sektor radialny i żyłka medialna[1].
- Parasheimia truncata Aristov, 2004 – jego skamieniałość odnaleziono w piętrze kunguru, w Czekardzie na terenie Kraju Permskiego w Rosji. Miał niezaokrąglony przedni brzeg przedplecza, a użyłkowanie jego przednich skrzydeł cechowały: wierzchołek żyłki radialnej nie biegnący równolegle do wierzchołka skrzydła, nierozgałęziony sektor radialny i trójgałęzista żyłka medialna[1].